# John Campbell (4e duc d'Argyll)
Pour les articles homonymes, voir John Campbell et Campbell.
John Campbell (c. 1693 – 9 novembre 1770), est un homme politique écossais du parti Whig et un général du XVIIIe siècle. Il est 4e duc d'Argyll.

## Biographie
Il est le fils de John Campbell de Mamore, le deuxième fils d'Archibald Campbell (9e comte d'Argyll), et d'Elizabeth Elphinstone, fille de Jean, 8e Lord Elphinstone.

## Famille

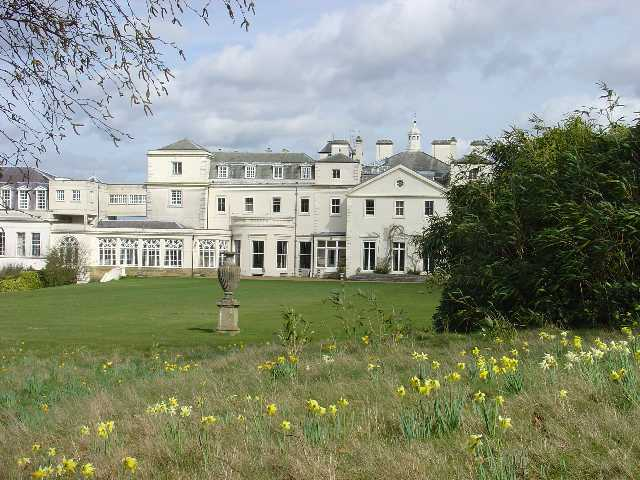
Coombe Bnak House, maintenant une école.

En 1720, il épouse Marie Drummond Ker, fille de John Drummond Ker, 2e Lord Bellenden de Broughton. Ils ont :
- Caroline Campbell (née le 12 janvier 1721, décédée le 17 janvier 1803) ;
- John Campbell (5e duc d'Argyll) (né en juin 1723, décédé le 24 mai 1806) ;
- Frederick Campbell (né le 20 juin 1729, décédé le 8 juin 1816)[2] ;
- William Campbell (né en 1731, mort en 1778).

Il acquiert Coombe Bank, près de Sevenoaks, Kent, où il commande à Roger Morris (1695-1749) une maison de campagne dans le deuxième quart du XVIIIe siècle. La maison passe ensuite à sa mort en 1770 à son second fils Frédéric.

## Carrière
Campbell rejoint l'armée à un jeune âge, devenant Lieutenant-colonel à l'âge de dix-neuf ans. Cependant, il entre rapidement dans le monde de la politique, devenant député pour le Buteshire (1713-1715), Elgin Burghs (1715-1722 et 1725-1727), et enfin le Dunbartonshire (1727-1761). Pendant la plus grande partie de son mandat de député de Dunbartonshire, il est Groom of the chamber (en).
En outre, il sert dans l'armée pendant la durée de son mandat au Parlement du Royaume-Uni, il devient Colonel du 39e Régiment d'infanterie (1737-1738) et du 21e Régiment d'infanterie (1738-1752), participant à la Bataille de Dettingen en 1741.
Il gravit rapidement les échelons pour devenir brigadier général en 1743, Major général en 1744, et Lieutenant général en 1747; il devient colonel de la Royal Scots Greys en 1752, un poste qu'il occupe jusqu'à sa mort.
Quand il hérite du duché et d'autres titres à la mort de son cousin Archibald Campbell (3e duc d'Argyll), il quitte la Chambre des Communes et devient gouverneur de Limerick et un pair Écossais. Il est devenu Conseiller Privé en 1762, général en 1765, et Chevalier de l'Ordre du Chardon dans la même année.

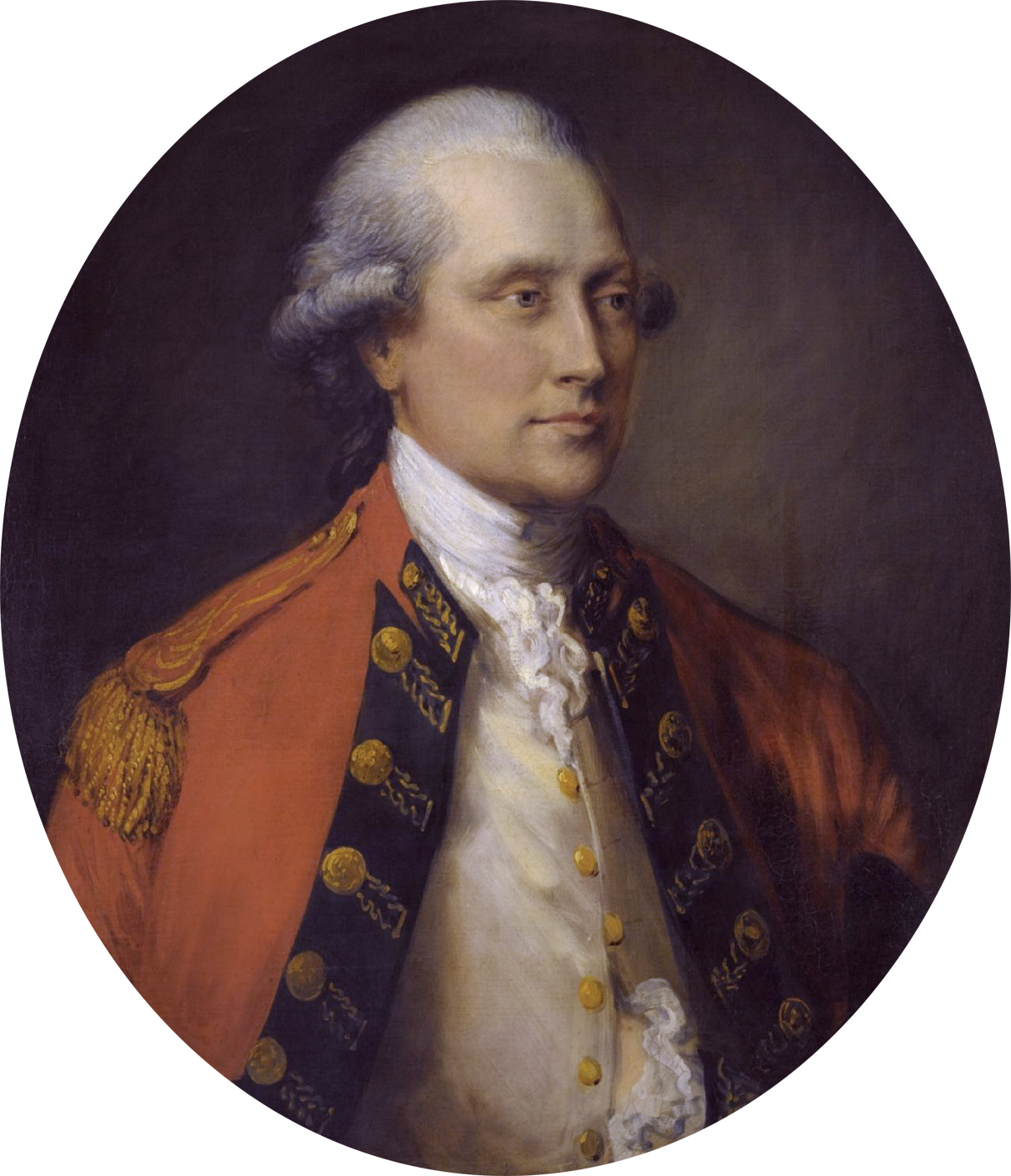
Son fils Jean
5e duc d'Argyll, 1779
par Thomas Gainsborough
Collection privée

Il est mort le 9 novembre 1770 et est enterré à l'église paroissiale de Kilmun. Il est remplacé comme duc par son fils aîné Jean dont Gainsborough fait le portrait en 1779.
Son plus jeune fils, Lord William Campbell est le dernier gouverneur britannique de la Caroline du Sud.